# Balavatara
Balavatara, en grammatik över palispråket, som under lång tid varit den egentliga skolgrammatiken i de ceylonesiska munkskolorna och har även i andra länder, där den sydliga buddhismen vunnit insteg, såsom Myanmar och Thailand, kommit till vidsträckt användning.
Det är egentligen en omarbetning av den äldsta bevarade paligrammatiken Kaccayanavyakarana ("Kaccayanas grammatik"). Av Kaccayanas 675 regler återfinns en tredjedel ordagrant i Balavatara. Som författare, respektive kompilator, nämns en viss Dhammakitti Sangharaja Thera, som skall ha levt under kung Virabahu (1372-1410).